# Zoran Redžić
Zoran Redžić (Sarajevo, 29. siječnja 1948.) je bosanskohercegovački glazbenik.
Kao gimnazijalac, zajedno s bratom Fadilom Redžićem (Indexi) počinje svirati u 'Aktivu saveza omladine općine Centar'. Godine 1965. na sarajevskoj glazbenoj sceni pojavljuje se grupa 'Čičci' sa Zoranom kao bas-gitaristom. Redžić kasnije prihvaća ponudu i pridružuje se 'Kodeksima' u Italiji, a po povratku u Sarajevo nastavlja s Bregovićem i Vukašinovićem u triju 'Mića, Goran i Zoran'. Od proljeća 1974. godine, karijera Zorana Redžića nastavlja se u 'Bijelom dugmetu' s kojim ostaje do raspada.
Osim što je vodio računa o svom udjelu u ukupnom zvuku sastava Redžić se brinuo o instrumentima i razglasu 'Bijelog dugmeta'. Trenutno živi i radi u Sarajevu.

## Diskografija

### Bijelo dugme, albumi
- 1974. - Kad bi' bio bijelo dugme'
- 1975. - Šta bi dao da si na mom mjestu
- 1979. - Bitanga i princeza
- 1980. - Doživjeti stotu
- 1983. - Uspavanka za Radmilu M.
- 1984. - Bijelo Dugme (Kosovka devojka)
- 1986. - Pljuni i zapjevaj moja Jugoslavijo
- 1988. - Ćiribiribela